# Bad Sulza (KL)
Konzentrationslager Bad Sulza – niemiecki obóz koncentracyjny założony w 1933 w miasteczku wypoczynkowo-sanatoryjnym Bad Sulza, w Turyngii, w Niemczech. Funkcjonował do kwietnia 1937, a później ponownie od 1940 do 1945 jako Stalag.

## Historia obozu
Spośród głównych obozów KL Bad Sulza stanowi jeden z najmniej znanych i najsłabiej rozpoznanych obozów koncentracyjnych.
Obóz został założony w chwili dojścia nazistów do władzy, w oparciu o doświadczenia z obozu w Dachau. Funkcjonował przy sanatorium dla nazistów, w szczególności dla SS.

## Więźniowie i ofiary
Więźniami przed wojną byli w większości Niemcy (opozycja antyfaszystowska), Żydzi, Świadkowie Jehowy, homoseksualiści i inne grupy osób uznane za aspołeczne i „nieprzydatne” przez III Rzeszę. Więźniowie pracowali niewolniczo zwłaszcza przy konstrukcjach drogowych, w okolicznym kamieniołomie, jak i przy rozbudowie struktury sanatorium. Liczbę więźniów szacuje się na około tysiąc osób. Liczba ofiar nie jest oszacowana.

## II wojna światowa
Od 1940 do 1945 znajdował się tu obóz jeniecki Stalag IX C, w którym przebywało w całym okresie wojny ok. 50 tysięcy jeńców: żołnierzy polskich – jeńców po wrześniu 1939, żołnierzy powstania warszawskiego, a także jeńców rosyjskich, których część wymordowano.

## Dzieje powojenne
Na dawnym terenie obozu znajduje się obecnie basen kąpielowy a jego istnienie upamiętnia jedynie, niezbyt eksponowana, niewielka tablica informacyjna. Nie istnieje żadne muzeum poświęcone dziejom obozu.